# Àlex Crivillé
Àlex Crivillé Tapias (Seva, 4 marzo 1970) è un pilota motociclistico spagnolo ritiratosi dall'attività agonistica.
Vincitore nel motomondiale della classe 125 nel 1989 e della classe 500 nel 1999, è stato il primo ed unico pilota spagnolo iridato nella classe 500.

## Carriera

### Classi 80, 125 e 250
Nel 1987 la Derbi (casa motociclistica che lo aveva scoperto) decise di farlo esordire nel motomondiale - classe 80 come wild-card. Nella stagione successiva divise la sua attività agonistica tra la classe 80 e la classe 125, mentre nel 1989 passò alla JJ Cobas.

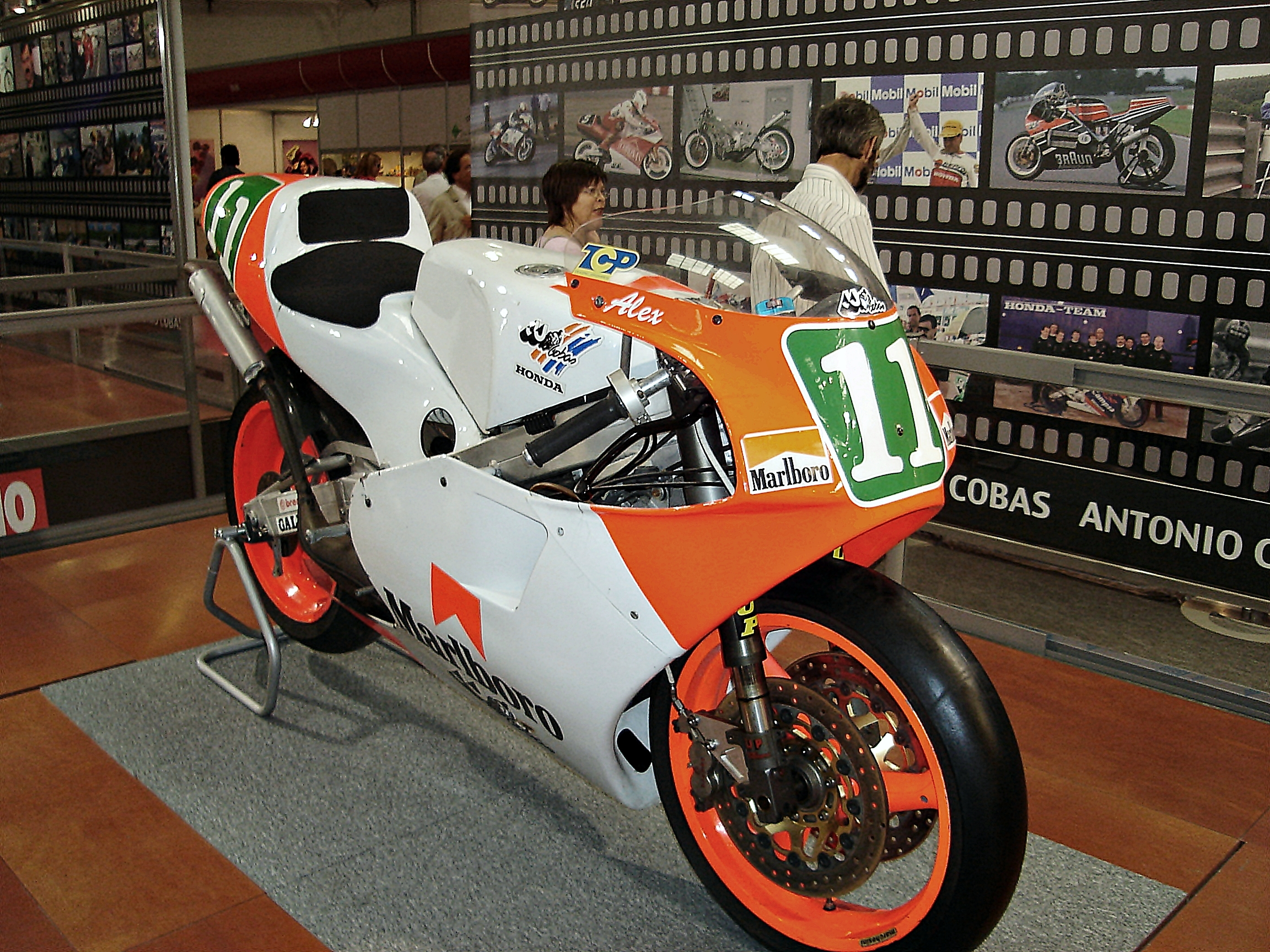
La JJ Cobas del 1991 con cui Crivillé prese parte al campionato mondiale della Classe 250.

Con la nuova moto Crivillé vinse il mondiale della 125 grazie a 5 vittorie, tre pole position e 166 punti in classifica generale. Immediatamente avanzò di categoria e nelle due annate successive fu pilota nella classe 250 prima con la Yamaha del team Agostini e poi di nuovo con la JJ Cobas. 

### Classe 500

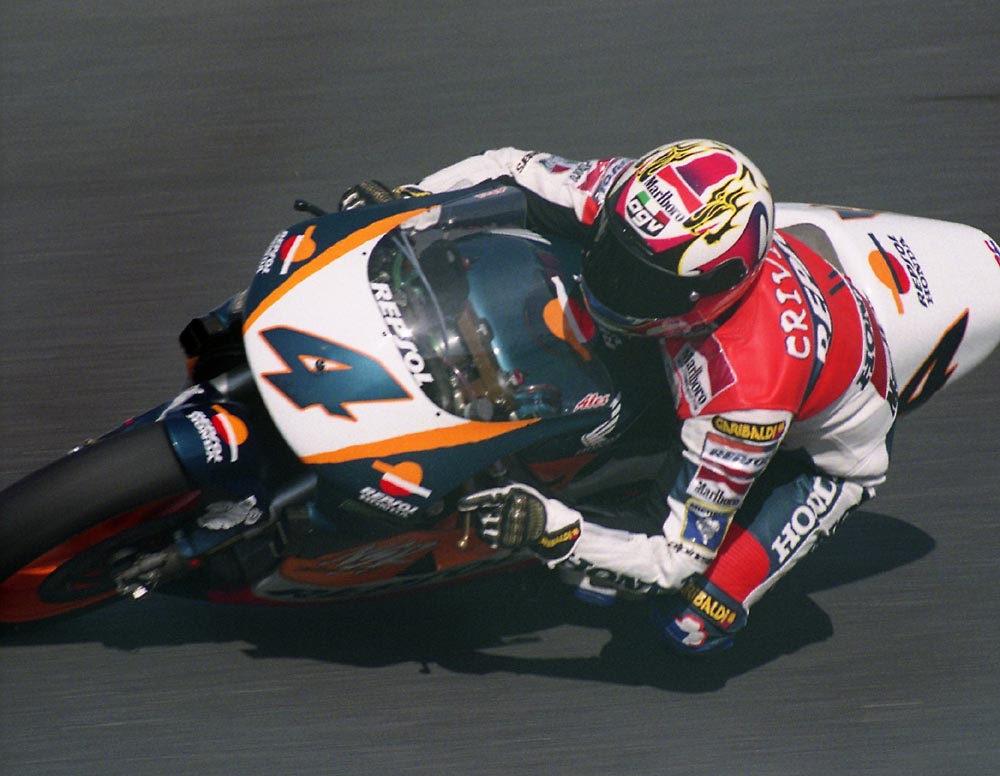
Crivillé alla guida della Honda NSR 500 durante il Gran Premio del Giappone 1996, concluso in seconda posizione.

Benché non avesse ottenuto piazzamenti in due anni, passò alla classe 500, ingaggiato dal team Pons con una Honda NSR 500.
Nel 1992, all'esordio nella nuova categoria, Crivillé vinse il Gran Premio motociclistico d'Olanda, finendo poi ottavo in classifica generale.
Compagno di squadra di Mick Doohan dal 1994 nel team ufficiale Honda, Crivillé non sopravanzò in classifica generale il pilota australiano, riuscendo a vincere il mondiale della 500 solo nel 1999, anno in cui Doohan dovette ritirarsi definitivamente in seguito a un incidente a Jerez.
Con la Honda, squadra alla quale fu fedele fino alla fine della carriera, Crivillé fu anche vicecampione del mondo della 500 nel 1996 (con due primi posti e 245 punti) e terzo in classifica nel 1998 dopo due vittorie in Spagna e Francia: in quella stagione fece 198 punti e finì dietro a Doohan, campione con 260 punti, e Max Biaggi, secondo con 208 punti.
Nel 2000 Crivillé vinse ancora il Gran Premio transalpino e ottenne un secondo posto nel GP d'Olanda, ma nella classifica finale fu nono.
Nel 2001, terminò all'ottavo posto, con due podi e nessuna vittoria.

### Ritiro dalle competizioni
A gennaio 2002, Crivillé esordì con la Yamaha YZR 500 del team D'Antin durante le prove pre-campionato, ma scese in pista per soli cinque giri per problemi di salute, da quanto dichiarato un'influenza. A febbraio, annunciò il ritiro momentaneo dalle corse a causa di una grave forma di epilessia, il pilota scelse di conseguenza di rinunciare al contratto già firmato per la stagione 2002 con il team D'Antin, che lo sostituisce con il connazionale Pere Riba.
Annunciò definitivamente il ritiro a maggio, durante il gran premio di Jerez.
Nel 2016 il suo nome fu trovato nei Panama Papers, in quanto cliente dal 2000 della società Mossack Fonseca; tale consulenza fu richiesta per costituire una società nelle Isole Vergini per gestire i diritti d'immagine del pilota. Crivillé sostenne che nel periodo contestatogli risiedeva in Svizzera, quindi non doveva nulla al fisco spagnolo.
Nel fine settimana del GP di Catalogna del 2016 fu inserito nella hall of fame del motomondiale.

## Risultati nel motomondiale

### Classe 80
| 1987 | Classe | Moto  |    |   |  |  |  |  |     |    |  |    |  |  |     |    |    | Punti | Pos. |
| ---- | ------ | ----- | -- | - |  |  |  |  | --- | -- |  | -- |  |  | --- | -- | -- | ----- | ---- |
| 1987 | 80     | Derbi | NE | 2 |  |  |  |  | Rit | NE |  | NE |  |  | Rit | NE | NE | 12    | 11º  |

| 1988 | Classe | Moto  |    |    |   |   |   |   |    |     |    |   |    |    |    |   |    | Punti | Pos. |
| ---- | ------ | ----- | -- | -- | - | - | - | - | -- | --- | -- | - | -- | -- | -- | - | -- | ----- | ---- |
| 1988 | 80     | Derbi | NE | NE | 3 | 3 | 4 | 2 | NE | Rit | NE | 3 | NE | NE | NE | 3 | NE | 90    | 2º   |

| Legenda | 1º posto        | 2º posto            | 3º posto            | A punti      | Senza punti        | Grassetto – Pole position Corsivo – Giro più veloce |
| Legenda | Gara non valida | Non qual./Non part. | Ritirato/Non class. | Squalificato | '-' Dato non disp. | Grassetto – Pole position Corsivo – Giro più veloce |

### Classe 125
| 1988 | Classe | Moto  |    |    |  |    |  |  |  |  |     |  |    |   |    |    |    | Punti | Pos. |
| ---- | ------ | ----- | -- | -- |  | -- |  |  |  |  | --- |  | -- | - | -- | -- | -- | ----- | ---- |
| 1988 | 125    | Derbi | NE | NE |  | NE |  |  |  |  | Rit |  | NQ | 9 | 21 | 17 | NE | 7     | 31º  |

| 1989 | Classe | Moto     |    |   |    |   |     |   |   |    |   |     |   |   |   |   |    | Punti | Pos. |
| ---- | ------ | -------- | -- | - | -- | - | --- | - | - | -- | - | --- | - | - | - | - | -- | ----- | ---- |
| 1989 | 125    | JJ Cobas | NP | 1 | NE | 1 | Rit | 1 | 3 | NE | 2 | Rit | 2 | 2 | 1 | 1 | NE | 166   | 1º   |

| Legenda | 1º posto        | 2º posto            | 3º posto            | A punti      | Senza punti        | Grassetto – Pole position Corsivo – Giro più veloce |
| Legenda | Gara non valida | Non qual./Non part. | Ritirato/Non class. | Squalificato | '-' Dato non disp. | Grassetto – Pole position Corsivo – Giro più veloce |

### Classe 250
| 1990 | Classe | Moto   |  |     |   |     |    |     |   |     |     |   |   |   |   |   |   | Punti | Pos. |
| ---- | ------ | ------ |  | --- | - | --- | -- | --- | - | --- | --- | - | - | - | - | - | - | ----- | ---- |
| 1990 | 250    | Yamaha |  | Rit | 7 | Rit | 11 | Rit | 7 | Rit | Rit | 8 | 8 | 9 | 7 | 5 | 6 | 76    | 11º  |

| 1991 | Classe | Moto     |     |     |   |     |     |   |   |     |     |   |     |     |   |     |   | Punti | Pos. |
| ---- | ------ | -------- | --- | --- | - | --- | --- | - | - | --- | --- | - | --- | --- | - | --- | - | ----- | ---- |
| 1991 | 250    | JJ Cobas | Rit | Rit | 9 | Rit | Rit | 7 | 9 | Rit | Rit | 9 | Rit | Rit | 5 | Rit | 6 | 51    | 13º  |

| Legenda | 1º posto        | 2º posto            | 3º posto            | A punti      | Senza punti        | Grassetto – Pole position Corsivo – Giro più veloce |
| Legenda | Gara non valida | Non qual./Non part. | Ritirato/Non class. | Squalificato | '-' Dato non disp. | Grassetto – Pole position Corsivo – Giro più veloce |

### Classe 500
| 1992 | Classe | Moto  |     |   |   |     |   |     |   |   |    |     |     |   |   |  |  |  | Punti | Pos. |
| ---- | ------ | ----- | --- | - | - | --- | - | --- | - | - | -- | --- | --- | - | - |  |  |  | ----- | ---- |
| 1992 | 500    | Honda | Rit | 7 | 3 | Rit | 8 | Rit | 4 | 1 | SQ | Rit | Rit | 6 | 7 |  |  |  | 59    | 8º   |

| 1993 | Classe | Moto  |   |   |   |   |     |   |   |     |     |     |   |   |   |   |  |  | Punti | Pos. |
| ---- | ------ | ----- | - | - | - | - | --- | - | - | --- | --- | --- | - | - | - | - |  |  | ----- | ---- |
| 1993 | 500    | Honda | 6 | 5 | 5 | 3 | Rit | 4 | 3 | Rit | Rit | Rit | 8 | 6 | 7 | 4 |  |  | 117   | 8º   |

| 1994 | Classe | Moto  |   |   |   |   |   |   |   |     |   |   |   |    |   |   |  |  | Punti | Pos. |
| ---- | ------ | ----- | - | - | - | - | - | - | - | --- | - | - | - | -- | - | - |  |  | ----- | ---- |
| 1994 | 500    | Honda | 6 | 8 | 7 | 5 | 3 | 4 | 3 | Rit | 3 | 6 | 4 | NP | 7 | 4 |  |  | 144   | 6º   |

| 1995 | Classe | Moto  |   |   |     |   |   |   |   |     |   |   |   |   |   |  |  |  | Punti | Pos. |
| ---- | ------ | ----- | - | - | --- | - | - | - | - | --- | - | - | - | - | - |  |  |  | ----- | ---- |
| 1995 | 500    | Honda | 3 | 3 | Rit | 3 | 4 | 5 | 2 | Rit | 3 | 6 | 6 | 4 | 1 |  |  |  | 166   | 4º   |

| 1996 | Classe | Moto  |     |   |   |     |   |   |   |   |   |   |   |   |   |   |   |  | Punti | Pos. |
| ---- | ------ | ----- | --- | - | - | --- | - | - | - | - | - | - | - | - | - | - | - |  | ----- | ---- |
| 1996 | 500    | Honda | Rit | 4 | 2 | Rit | 2 | 2 | 2 | 3 | 2 | 1 | 1 | 2 | 3 | 2 | 6 |  | 245   | 2º   |

| 1997 | Classe | Moto  |   |   |   |   |   |   |    |  |  |  |  |   |   |   |   |  | Punti | Pos. |
| ---- | ------ | ----- | - | - | - | - | - | - | -- |  |  |  |  | - | - | - | - |  | ----- | ---- |
| 1997 | 500    | Honda | 2 | 2 | 1 | 4 | 5 | 4 | NP |  |  |  |  | 4 | 3 | 3 | 1 |  | 172   | 4º   |

| 1998 | Classe | Moto  |   |   |   |   |   |   |   |   |   |   |   |     |   |     |  |  | Punti | Pos. |
| ---- | ------ | ----- | - | - | - | - | - | - | - | - | - | - | - | --- | - | --- |  |  | ----- | ---- |
| 1998 | 500    | Honda | 4 | 4 | 1 | 3 | 1 | 5 | 6 | 4 | 3 | 2 | 2 | Rit | 3 | Rit |  |  | 198   | 3º   |

| 1999 | Classe | Moto  |   |   |   |   |   |   |     |   |   |   |   |     |   |   |   |   | Punti | Pos. |
| ---- | ------ | ----- | - | - | - | - | - | - | --- | - | - | - | - | --- | - | - | - | - | ----- | ---- |
| 1999 | 500    | Honda | 3 | 4 | 1 | 1 | 1 | 1 | Rit | 1 | 2 | 2 | 1 | Rit | 5 | 3 | 6 | 5 | 267   | 1º   |

| 2000 | Classe | Moto  |   |     |   |   |   |     |     |   |   |     |   |   |     |    |   |     | Punti | Pos. |
| ---- | ------ | ----- | - | --- | - | - | - | --- | --- | - | - | --- | - | - | --- | -- | - | --- | ----- | ---- |
| 2000 | 500    | Honda | 5 | Rit | 6 | 4 | 1 | Rit | Rit | 2 | 7 | Rit | 7 | 6 | Rit | 11 | 6 | Rit | 122   | 9º   |

| 2001 | Classe | Moto  |   |   |   |   |   |    |     |   |    |   |     |     |    |    |   |   | Punti | Pos. |
| ---- | ------ | ----- | - | - | - | - | - | -- | --- | - | -- | - | --- | --- | -- | -- | - | - | ----- | ---- |
| 2001 | 500    | Honda | 9 | 6 | 3 | 5 | 4 | 11 | Rit | 7 | NP | 2 | Rit | Rit | 11 | 11 | 6 | 7 | 120   | 8º   |

| Legenda | 1º posto        | 2º posto            | 3º posto            | A punti      | Senza punti        | Grassetto – Pole position Corsivo – Giro più veloce |
| Legenda | Gara non valida | Non qual./Non part. | Ritirato/Non class. | Squalificato | '-' Dato non disp. | Grassetto – Pole position Corsivo – Giro più veloce |